# Герман II (маркграф Бадена)
Герман II (нем. Hermann II von Baden; ок. 1070 — 7 октября 1130) — граф Брейсгау с 1073, с 1112 первый маркграф Бадена из династии Церингенов. 

## Исторические сведения
Сын Германа I (1045/48-1074), графа Брейсгау и маркграфа Вероны, и его жены Юдит (фон Бакнанг-Зулихгау?) (ум. 1091). Племянник Бертольда II (ум. 1111), герцога Швабии и Каринтии.
В 1073 г. наследовал владения отца, ставшего клюнийским монахом. Маркграф (1089), маркграф Лимбурга (1100), граф в Уфгау (1102), маркграф Бадена (Hermanni marchionis de Baduon) (1112).  
Около 1098 года начал строить замок Гогенбаден, место для которого выбрал на руинах древнего кельтского поселения. Строительство завершилось в 1112 году, и Герман принял титул маркграфа Баденского.
Также он построил аббатство Бакнанг (1116-1120), в котором и был похоронен после своей смерти.

## Семья и дети
Герман II был женат на Юдит (фон Гогенберг?) (ум. 23 июля 1122), от которой у него было двое детей:
- Герман Большой (ум. после 12 июля 1153)
- Юдит (ум. 1162), замужем за Ульрихом Каринтийским (ум. 1144)